# 羅奇峰

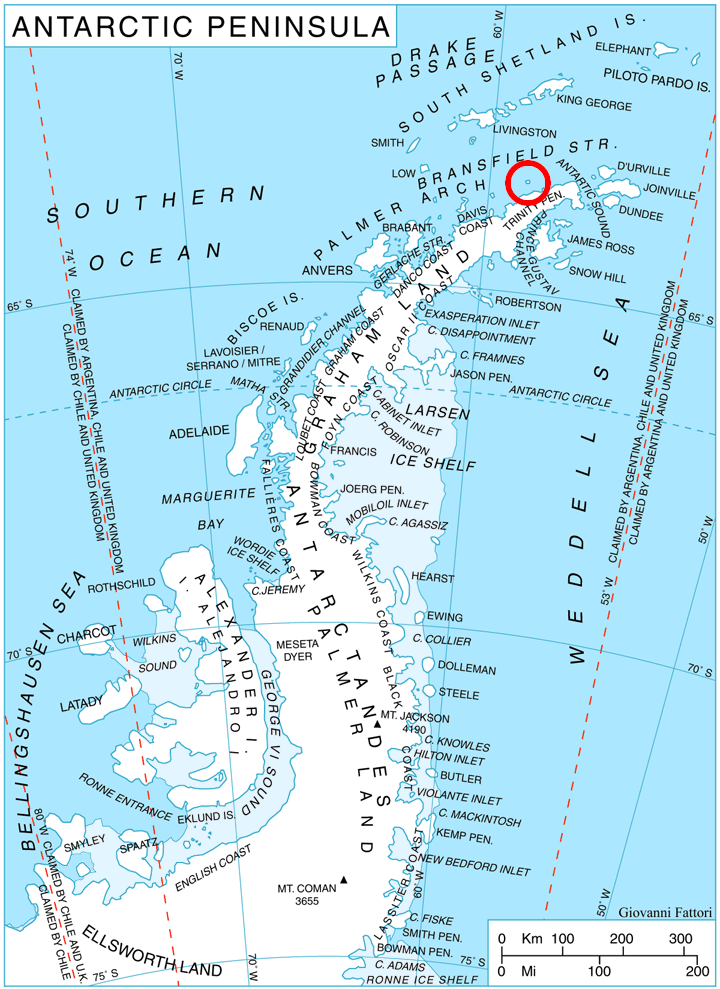

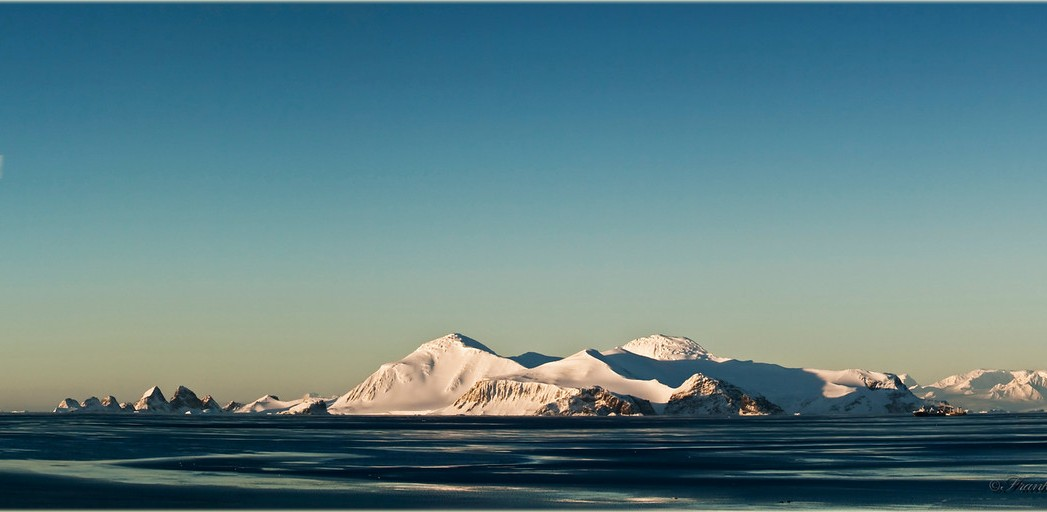

羅奇峰（英語：Rogach Peak）是南極洲的山峰，位於葛拉漢地的星盤島東北部，處於謝雷爾角東南面2.28公里和德魯莫哈爾峰東南面1.9公里，海拔高度562米，以保加利亞南部鄉鎮命名，現時由南極條約體系管理。